# Playa de Ris
La playa o playón de Ris está situada en el municipio de Noja, en la Comunidad Autónoma de Cantabria, España. Comunica en su extremo este con la playa de Noja y en su extremo oeste con la ría de Joyel y el pueblo de Isla.